# Démocratie d'Orense
Démocratie d'Orense (en galicien : Democracia Ourensana) est un parti politique espagnol local fondé en juin 2001. Son président Gonzalo Pérez Jácome est maire d'Orense depuis 2019.

## Résultats électoraux

### Au Parlement de Galice
| Année | Chef de file | Voix   | %    | Sièges (Orense) | Rang | Gouvernement |
| ----- | ------------ | ------ | ---- | --------------- | ---- | ------------ |
| 2024  | Armando Ojea | 15 442 | 8,72 | 1 / 14          | 4e   | Opposition   |

### Orense
| Année | Chef de file         | Voix   | %       | Sièges  | Rang | Gouvernement        |
| ----- | -------------------- | ------ | ------- | ------- | ---- | ------------------- |
| 2003  | Gonzalo Pérez Jácome | 284    | 0,46 %  | 0 / 27  | 7e   | Extra-parlementaire |
| 2007  | Gonzalo Pérez Jácome | 1 757  | 2,84 %  | 0 / 27  | 5e   | Extra-parlementaire |
| 2011  | Gonzalo Pérez Jácome | 4 529  | 7,95 %  | 2 / 27  | 4e   | Opposition          |
| 2015  | Gonzalo Pérez Jácome | 13 451 | 25,45 % | 8 / 27  | 2e   | Opposition          |
| 2019  | Gonzalo Pérez Jácome | 11 913 | 21,54 % | 7 / 27  | 3e   | Gouvernement        |
| 2023  | Gonzalo Pérez Jácome | 18 450 | 33,83 % | 10 / 27 | 1er  | Gouvernement        |